# Osebna izkaznica
Osebna izkaznica je osebni dokument, ki ga izda država in je namenjen dokazu identitete državljanov znotraj ozemlja države. Osebne izkaznice so tako nepogrešljive pri opravljanju uradnih opravkov.

## Slovenija
V Sloveniji osebno izkaznico izda upravna enota, ki pokriva območje stalnega prebivališča nosilca dokumenta. Osebna izkaznica vsebuje naslednje podatke: serijsko številko osebne izkaznice, črno-belo doprsno fotografijo državljana, priimek, ime, spol, rojstni datum, državljanstvo, datum veljavnosti osebne izkaznice, lastnoročni podpis državljana, stalno prebivališče (oziroma začasno prebivališče oziroma oznako, da državljan nima prebivališča), EMŠO, upravna enota, ki je dokument izdala, datum izdaje osebne izkaznice ter trivrstični strojno čitljiv zapis podatkov (serijska številka osebne izkaznice, priimek in ime, državljanstvo, rojstni datum, EMŠO in spol). Osebna izkaznica lahko vsebuje tudi oznako prepovedi njene uporabe za prehod državne meje, če je zoper državljana, ki prosi za izdajo osebne izkaznice, uveden kazenski postopek, če obstajajo interesi obrambe države in če je bila državljanu najmanj dvakrat izrečena kazen zapora za kazniva dejanja navedena v zakonu o osebni izkaznici.
Osebno izkaznico lahko prejmejo:
- polnoletni državljani Slovenije (za 10 let)
- mladoletni državljani Slovenije (za 5 let)

Po slovenski zakonodaji je osebna izkaznica poleg potne listine in vozniškega dovoljenja eno od treh osnovnih sredstev identifikacije. Vsak polnoleten državljan mora imeti pri sebi veljavno osebno izkaznico ali drug uradni identifikacijski dokument.
Na podlagi mednarodnih sporazumov lahko državljan osebno izkaznico uporablja za prehod državne meje vseh evropskih držav, razen:
- Belorusija
- Kosovo
- Ukrajina
- Vatikan
- Velika Britanija (z izjemo Gibraltarja, v katerega je vstop omogočen).

Od azijskih držav je vstop omogočen na Ciper (član EU) in v Gruzijo. Ob vstopu s slovensko osebno izkaznico v Črno goro državljani potrebujejo tudi turistično prepustnico, ki jo izdajo obmejni organi Črne gore ob vstopu v državo.
V času opravljanja vojaške službe se osebna izkaznica zamenja z vojaško knjižico. 